# Penningtvätt

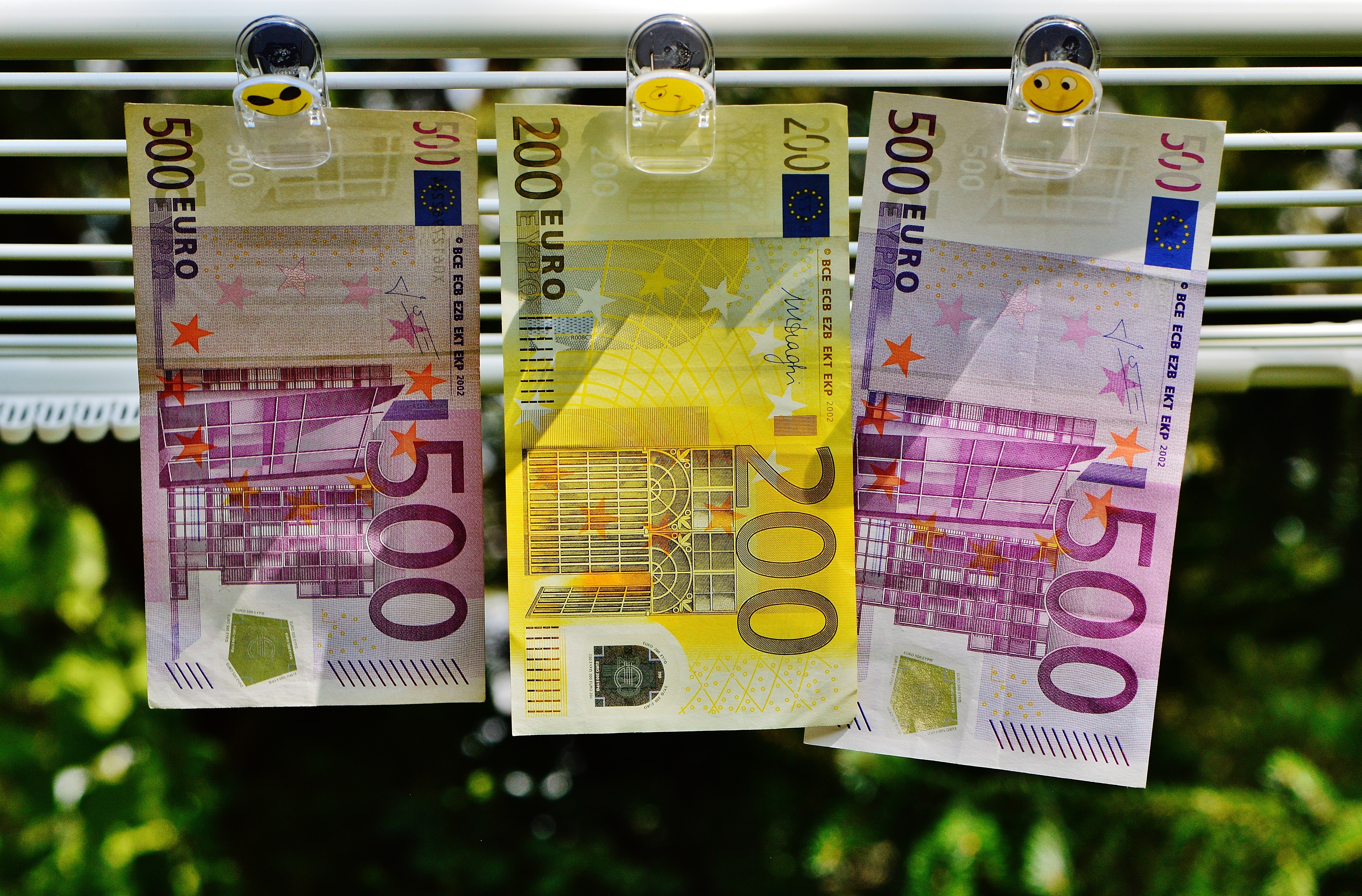
En bild på penningtvätt som ordvits.

Penningtvätt är en verksamhet där svarta pengar, det vill säga pengar som förtjänats olagligt, överförs på så sätt att pengarna tycks vara legalt förtjänade, eller kan användas för privat konsumtion utan att det väcker misstankar. Ofta är penningtvätten ett slag av transnationellt brott.

## Allmänt
De illegalt erhållna pengarna betecknas i allmänhet som svarta till skillnad från legalt erhållna medel som betecknas som vita.
Svarta pengar kan vara av två slag:
1. Pengar som erhållits direkt från kriminell verksamhet som stölder, utpressning, prostitution, narkotikahandel, människosmuggling, smuggling av sprit eller tobak eller liknande.
2. Pengar som erhållits legalt i näringsverksamhet eller som realisationsvinst, men undanhållits från beskattning.

Genom olika transaktioner omvandlas svarta pengar till legala, vita pengar, som kan redovisas och konsumeras öppet.
Tidigare[när?] tycks det ha varit så att beteckningen penningtvätt använts enbart på transaktioner med anknytning till de stora aktörerna på penningtvättmarknaden, såsom maffian. Numera tycks begreppet ha utvidgats så att man avser även legalt eller illegalt förvärvade pengar som används för att finansiera terrorism.
Penningtvätt är en både riskabel och kostsam verksamhet för dem som utövar den, men den är i regel nödvändig om brottslingen vill kunna använda sina medel för konsumtion, fastighetsköp med mera. Samhället har ett flertal varningssystem som kan upptäcka när personer utan deklarerad inkomst eller förmögenhet gör stora legala transaktioner, så därför måste de svarta pengarna omvandlas till legala inkomster eller förmögenheter.
I mindre skala kan svarta pengar tvättas genom till exempel små kontantinsättningar på bankkonton, pengar som sedan förs över mellan banker i olika länder och till slut används för köp av till exempel aktier. Sådana transaktioner är i regel svåra att spåra. Småkriminella utan arbete brukar helt enkelt köpa varor och tjänster kontant, särskilt sådant som sociala myndigheter och kronofogden skulle undra över, som t.ex. resor. I större skala kan penningtvätt ske till exempel genom att svarta pengar bokförs som kontanta intäkter i en legal affärsrörelse och därmed kan användas för löneutbetalningar och köp av tillgångar.
Man kan också tvätta pengar på kasinon eller trav och galopp där man systematiskt satsar svarta pengar för att få legala vinster med kvitto.
Penningtvätt är i regel också en gränsöverskridande verksamhet, där man utnyttjar skillnader i lagar och regler mellan olika länder - till exempel genom att slussa pengar via bankkonton i mindre nogräknade skatteparadis eller genom fastighetsköp i länder där man inte närmare undersöker köparens bakgrund. Man kan då till exempel köpa en fastighet för vita pengar och sedan sälja den till ett kraftigt överpris till sig själv och "få betalt" i svarta pengar som då kan redovisas öppet.
Ofta nyttjas gränsöverskridande betalningssystem. Ett vanligt sätt är att överföra pengarna till ett utländskt bankparadis och sedan använda ett kontokort därifrån för sin konsumtion, något som dock går att spåra om det görs för ofta.

## Historik
Penningtvätt (money laundering) uppfanns inte under förbudstiden i USA, men det var då tekniken utvecklades och förfinades. I det fallet gällde det att dölja inkomster från illegal spritförsäljning. Penningtvätt har underlättats av bankernas sekretessregler där särskilt de schweiziska bankerna kunnat skydda sina kunder och deras tillgodohavanden särskilt sedan Schweiz 1934 genom Swiss Banking Act kodifierat reglerna om banksekretess.
Det första försvaret mot penningtvätt är att betalningsförmedlaren känner kunden och är beredd att rapportera misstänkta transaktioner.

## Lagstiftning i världen

### Förenta Nationerna (FN)
FN har Palermoprotokollet (2000) och FN:s säkerhetsråd har i resolution 1373 (2001) och i resolution 1390 (2002) beslutat att vidta åtgätder mot terrorism.

### Europarådet
Europarådet antog 1990 en konvention, 141, för att komma till rätta med internationell brottslighet genom att söka beröva dem på vad de erhållit genom den brottsliga verksamheten. Konventionstext på engelska 
Medlemsstater som signerat konventionen.

### Financial Action Task Force
De så kallade G7-länderna bildade 1989 en gemensam organisation, Financial Action Task Force (FATF).
Den har numera har 34 medlemmar, några anslutna organisationer samt observatörer.
FATF är inriktat på tre områden
1. Hjälpa till med att sätta upp standarder för nationella motåtgärder
2. Utvärdera i vilken grad olika länder har implementerat medel för att uppnå denna standard
3. Identifiera och studera penningtvätt och finansiering av terroristverksamhet.[6]

### Bangladesh
Bangladesh antog 2002 en lag betecknad Money Laundering Prevention Act (MLPA). Centralbanken har tillsyn. Straff kan utdömas från sex månaders fängelse upp sju år för brott mot lagen. Definitionen av penningtvätt är gjord så omfattande att även pengar som härrör från stöld, rån och bedrägeri omfattas.

### Indien
I Indien antogs Prevention of Money-Laundering Act, 2002 (PMLA 2002), som trädde i kraft 1 juli 2005.
Den som gör sig skyldig till penningtvätt kan dömas till fängelse (rigorous imprisonment) mellan tre och sju år enligt Section 4.

### Europeiska unionen
EU direktivet 2005/60/EC försöker förhindra penningtvätt och terroristfinansiering genom att kräva att banker, fastighetsmäklare och många andra typer av bolag måste undersöka och eventuellt rapportera alla affärer över 15.000 euro, särskilt om sådana summor i kontanter är inblandade. Bland annat den svenska lagen 2009:62 och den brittiska 2007 Money Laundering Regulations bygger på detta EU-direktiv.

### Sverige
Sverige har sedan införandet av lagen (1993:768) om åtgärder mot penningtvätt haft föreskrifter i syfte att hindra penningtvätt.
Med penningtvätt avsågs i den lagen sådana åtgärder med avseende på egendom som har förvärvats genom brott, som kan medföra att denna egenskap hos egendomen fördöljs, att den brottslige får möjlighet att undandra sig rättsliga påföljder eller att återskaffandet av egendomen försvåras, samt sådana åtgärder som innefattar förfogande över och förvärv, innehav eller brukande av egendomen. Med penningtvätt avses även åtgärder med annan egendom än som avses i första stycket, om åtgärderna är ägnade att dölja att någon har berikat sig genom brottslig gärning.
Denna lag har ersatts av penningtvättslagen, en lag om åtgärder mot penningtvätt och finansiering av terrorism, som trädde i kraft 2009-03-15.
Penningtvättslagen tvingar flera kategorier av företag att begära legitimation av sina kunder, kontrollera ursprunget på pengar och rapportera all misstänkt penningtvätt till Finanspolisen. De företag som ska göra detta är bland annat banker, växlingskontor, livförsäkringsrörelser, värdepappershandlare, advokatkontor, kasinon, fastighetsmäklare, revisorer, redovisningskonsulter, skatterådgivare, betalningsförmedlare, och de företag som säljer mot kontant betalning över 5.000 € (2009-2017 15.000 €). Företag som inte gör detta kan dömas till böter. Elektroniska betalningar ingår och har ingen beloppsgräns. Betalare måste identifieras, vilket orsakat besvär för SMS-betalningar som använts för till exempel lokaltrafikbiljetter och välgörenhet. Gränsbeloppet har hos banker minskats till 10.000 kronor i kontanter, vilket orsakats problem för många, särskilt äldre, som sparat kontanter som behövde bytas vid sedelutbytet 2015–2017 då de ofta inte sparat bankomatkvitton och kontoutdrag.
Ett problem med det svenska systemet är att det är uppbyggt utifrån att betalningsförmedlare och andra rapporteringspliktiga endast behöver registrera sin verksamhet hos Finansinspektionen, Länsstyrelsen eller annan tillsynsmyndighet och förutsättas samarbeta med myndigheterna för att förhindra brottsliga handlingar. Finanspolisen bedriver inte någon spaningsverksamhet på fältet. Man kommer därmed inte åt de betalningsförmedlare som står utanför systemet. Lagstiftaren har försökt täcka fler kategorier företag, exempelvis konst- och antikvitetshandlare.
Själva handlingen att tvätta pengar är delvis kriminaliserad i dagsläget genom brottet penninghäleri i brottsbalken 9 kap 6a§ som kan medföra böter eller fängelse upp till två år, i grova fall upp till 6 års fängelse. Ett problem har dock varit att brottet penninghäleri inte omfattar alla handlingar som faller in under begreppet penningtvätt.
En statlig utredning har därför lagt fram förslag till en lag om penningtvättsbrott med samma straffskala som penninghäleri. Den föreslagna lagen kriminaliserar fler moment och förklarar att åklagaren bara behöver bevisa att pengarna kommer från brottslig verksamhet och inget specifikt brott. Företagare ska också kunna dömas för penningtvättsbrott om de ”medverkar till en åtgärd som kan antas vara vidtagen” i penningtvättssyfte – detta bedöms kunna underlätta arbetet mot oseriösa redovisningskonsulter, växlingskontor och kontanthandlare. Bestämmelsen kan liknas vid näringshäleri brottsbalken 9 kap 6§ tredje stycket där t.ex. en cykelhandlare som köper en cykel med avskrapat ramnummer kan få handlaren dömd för häleri.

### Storbritannien
I Storbritannien finns tre primära rättsakter
- The Terrorism Act 2000[17]
- The Anti-Terrorist Crime & Security Act 2001[18]
- The Proceeds of Crime Act 2002[19]

och två sekundära
- Money Laundering Regulations 2003[20] och
- 2007 Money Laundering Regulations 2007[21].

Det finns ingen nedre gräns för det belopp där penningtvätt kan misstänkas. Det finns inte heller någon begränsning till att det enbart ska gälla pengar utan även saker som omsätts anses som en penningtvätt. Detta betyder att en vanlig stöld av kläder förutom att vara stöld också är ett brott i form av penningtvätt.

### Singapore
Penningtvätt (money laundering), (ML), definieras som kriminella personers införande av resultatet av deras kriminella aktiviteter in i världens finansiella system i ett försök att dölja den verkliga källan. Tätt knutet till penningtvätt är finansieringen av terrorism.
Singapore har därför inrättat en speciell enhet, betecknad Suspicious Transaction Reporting Office (STRO) som är dess centrala enhet för att analysera misstänkta transaktioner, kallade STRs, Suspicious Transaction Reports.
STR tycks ha varit framgångsrikt eftersom man upptäckt en omfattande brottslighet. STR har direkt eller indirekt lett till att motsvarande 110 miljoner dollar har beslagtagits sedan år 2000.[när?]

### Sydafrika
Sydafrika har sedan slutet av 1990-talet ett omfattande program för att komma åt penningtvätt.

### USA
Money Laundering Control Act (MLCA) från 1986 är en lag i USA som gör penningtvätt till ett federalt brott. Lagen har förstärkt Bank Secrecy Act genom att kriminalisera arrangemang för att undvika att bli rapporterad. Penningtvätt eller medhjälp till penningtvätt kan medföra böter (fine) på upp till 500 000 US $ eller det dubbla beloppet av vad som dolts.
- § 1956. Laundering of monetary instruments
- http://www.law.cornell.edu/uscode/html/uscode18/usc_sec_18_00001957----000-.html § 1957.

#### FinCEN:s roll
FinCEN, en förkortning för Financial Crimes Enforcement Network (Nätverk för bekämpning av finansiell brottslighet), är en enhet inom USA:s finansministerium som fungerar som Finansunderrättelseavdelning. Den samlar in och analyserar information om finansiella transaktioner för att bekämpa penningtvätt, finansiering av terrorism samt andra nationella och internationella finansiella brott. FinCEN grundades genom ett beslut av finansministern den 25 april 1990. I maj 1994 utvidgades dess uppdrag och omfattar nu även regleringsfunktioner, och i oktober 1994 slogs FinCEN ihop med dess föregångare inom finansdepartementet, Financial Enforcement Office. Den 26 september 2002, efter antagandet av avsnitt III i Patriot Act, blev FinCEN officiellt en byrå inom finansdepartementet genom Treasury Order 180-01. Sedan september 2012 har FinCEN utarbetat fyra nya rapporter: rapport om misstänkt verksamhet (FinCEN SAR), rapport om utländska valutatransaktioner (FinCEN CTR), rapport om särskilt skattemässigt undantag (DOEP) och rapport om registrerad finansiell tjänsteleverantör (RMSB).
USA:s medborgare är skyldiga att rapportera information om utländska finansiella konton om summan överstiger 10 000 USD (31 USC §5314), och böter för underlåtenhet att följa dessa krav anges i 31 USC §5321. Medborgare måste årligen lämna in en rapport till USA:s finansdepartement om utländska bankkonton (FBAR) senast den 15 oktober. Denna rapport är känd som formulär FinCEN 114 (tidigare formulär Treasury 90-22.1).
Rapporten om valutatransaktioner (CTR) innehåller information om kontanttransaktioner som överstiger 10 000 USD under en arbetsdag, oavsett om det är en enda transaktion eller flera kontanttransaktioner. Den skickas elektroniskt till Financial Crimes Enforcement Network (FinCEN) och betecknas som formulär FinCEN 112 (tidigare formulär 104).
Currency Transaction Reports (CTR) upprättas for transaktioner på mer än 10 000 US $. Dessa CTR har varit till stor hjälp men penningtvättarna började dela upp sina transaktioner i mindre poster för att undvika upptäckt och undvika att bli rapporterad.
Efter attacken på World Trade Center 2001 har jakten på svarta pengar utvidgats till att omfatta jakt på alla finansieringskällor för påstådd eller misstänkt terrorism.

### Jämför
- Penninghäleri

## Fotnoter
1. 1 2  ”Arkiverade kopian”. Arkiverad från originalet den 30 december 2008. https://web.archive.org/web/20081230174932/http://www.fatf-gafi.org/dataoecd/44/14/34346063.pdf. Läst 26 juni 2009.
2. ↑  Konventionstext på engelska http://conventions.coe.int/treaty/en/Treaties/Html/141.htm
3. ↑  http://conventions.coe.int/treaty/Commun/ChercheSig.asp?NT=141&CM=8&DF=28/08/00&CL=ENG
4. ↑  ”Arkiverade kopian”. Arkiverad från originalet den 22 december 2020. https://web.archive.org/web/20201222114833/http://www.fatf-gafi.org/pages/0,2987,en_32250379_32235720_1_1_1_1_1,00.html. Läst 26 juni 2009.
5. ↑  ”Arkiverade kopian”. Arkiverad från originalet den 29 april 2009. https://web.archive.org/web/20090429032830/http://www.fatf-gafi.org/document/52/0,3343,en_32250379_32237295_34027188_1_1_1_1,00.html. Läst 26 juni 2009.
6. ↑  ”Arkiverade kopian”. Arkiverad från originalet den 3 maj 2009. https://web.archive.org/web/20090503021847/http://www.fatf-gafi.org/pages/0,3417,en_32250379_32236889_1_1_1_1_1,00.html. Läst 26 juni 2009.
7. ↑  ”Arkiverade kopian”. Arkiverad från originalet den 3 maj 2009. https://web.archive.org/web/20090503080308/http://ecommerce-journal.com/articles/bangladesh_fights_against_money_laundering. Läst 25 juni 2009.
8. ↑  ”Arkiverade kopian”. Arkiverad från originalet den 12 juni 2008. https://web.archive.org/web/20080612100751/http://fiuindia.gov.in/pmla2002.htm. Läst 25 april 2008.
9. ↑  Directive 2005/60/EC of the European Parliament and of the Council of 26 October 2005 on the prevention of the use of the financial system for the purpose of money laundering and terrorist financing
10. ↑  Prop 1998/99:19
11. ↑  (2017:630) om åtgärder mot penningtvätt och finansiering av terrorism (2017:630)
12. ↑  BRÅ Webrapport 2006:2. Penningtvätt och finansiering av terrorism Arkiverad 5 mars 2016 hämtat från the Wayback Machine. (Svensk Reglering och tillsyn, sid. 9)
13. ↑  Nu skärper riksdagen reglerna mot penningtvätt (JuU7)
14. ↑  9 kap. 6a § (1962:700)
15. ↑  SOU 2012:12 Penningtvätt - kriminalisering, förverkande och dispositionsförbud
16. ↑  9 kap. 6 § (1962:700)
17. ↑  ”OPSI: Terrorism Act”. http://www.opsi.gov.uk/acts/acts2000/ukpga_20000011_en_1. Läst 14 februari 2009.
18. ↑  ”OPSI: Anti-Terrorist Crime & Security Act”. http://www.opsi.gov.uk/Acts/acts2001/ukpga_20010024_en_1. Läst 14 februari 2009.
19. ↑  ”OPSI: Proceeds of Crime Act”. http://www.opsi.gov.uk/acts/acts2002/ukpga_20020029_en_1. Läst 14 februari 2009.
20. ↑  ”OPSI: Money Laundering Regulations 2003”. http://www.opsi.gov.uk/si/si2003/20033075.htm. Läst 14 februari 2009.
21. ↑  ”OPSI: Money Laundering Regulations 2007”. http://www.opsi.gov.uk/si/si2007/uksi_20072157_en_1. Läst 14 februari 2009.
22. ↑  ”Arkiverade kopian”. Arkiverad från originalet den 23 februari 2009. https://web.archive.org/web/20090223174139/http://www.cad.gov.sg/amlcft/STRO.htm. Läst 25 juni 2009.
23. ↑  ”FinCEN: What It Is, Its Purpose, & Compliance Recommendations”. www.unit21.ai. https://www.unit21.ai/fraud-aml-dictionary/fincen. Läst 10 juli 2025.
24. ↑  ”The Role Of Fincen, The U.S. Financial Intelligence Unit, In The U.S. Anti-Money Laundering Regime And Overview Of The U.S. Anti-Money Laundering Structure And Authorities”. ag-pssg-sharedservices-ex.objectstore.gov.bc.ca. https://ag-pssg-sharedservices-ex.objectstore.gov.bc.ca/ag-pssg-cc-exh-prod-bkt-ex/973%20-%20The%20Role%20of%20FinCEN%20the%20US%20Financial%20Intelligence%20Unit%20in%20the%20US%20AML%20Regime%20and%20Overview%20of%20the%20US%20AML%20Structure%20and%20Authorities%20by%20Stephanie%20Brooker.pdf. Läst 10 juli 2025.
25. ↑  ”What is FinCEN? (Financial Crimes Enforcement Network)”. propelyour.com. https://propelyour.com/blog/what-is-fincen-financial-crimes-enforcement-network/. Läst 10 juli 2025.
26. ↑  ”Manoj Bhargava”. usaherald.com. https://usaherald.com/monk-turned-billionaire-manoj-bhargava-founder-of-5-hour-energy-faces-allegations-of-tax-evasion-monopolizing-the-energy-shot-market/. Läst 10 juli 2025.
27. ↑  ”FBAR Penalties: Everything You Need To Know”. 1040abroad.com. https://1040abroad.com/blog/fbar-penalties-everything-you-need-to-know/. Läst 10 juli 2025.
28. ↑  ”FYI: FBAR FAQ”. ustax.bz. https://ustax.bz/fyi-fbar-faq/. Läst 10 juli 2025.
29. ↑  ”Changes for Foreign Financial Account Reporting”. www.thetaxadviser.com. https://www.thetaxadviser.com/issues/2014/apr/tpp-apr2014-story-03/. Läst 10 juli 2025.
30. ↑  ”Frequently Asked Questions Regarding the FinCEN Currency Transaction Report (CTR)”. www.fincen.gov. https://www.fincen.gov/frequently-asked-questions-regarding-fincen-currency-transaction-report-ctr. Läst 10 juli 2025.
31. ↑  ”Currency Transaction Report (CTR): Use in Banking and Triggers”. www.investopedia.com. https://www.investopedia.com/terms/c/ctr.asp. Läst 10 juli 2025.
32. ↑  ”When and How To File a Currency Transaction Report”. ramp.com. https://ramp.com/blog/currency-transaction-report. Läst 10 juli 2025.
33. ↑  ”FinCEN Currency Transaction Report (FinCEN CTR) Electronic Filing Requirements”. bsaefiling.fincen.treas.gov. https://bsaefiling.fincen.treas.gov/docs/FinCENCTRElectronicFilingRequirements.pdf. Läst 10 juli 2025.